# San Lorenzo Bellizzi
San Lorenzo Bellizzi é uma comuna italiana da região da Calábria, província de Cosenza, com cerca de 904 habitantes. Estende-se por uma área de 38 km², tendo uma densidade populacional de 24 hab/km². Faz fronteira com Castrovillari, Cerchiara di Calabria, Civita, Terranova di Pollino (PZ).

## Demografia
| Variação demográfica do município entre 1861 e 2011                               |
|                                                                                   |
| Fonte: Istituto Nazionale di Statistica (ISTAT) - Elaboração gráfica da Wikipedia |